# ظل راجل (مسلسل)
ظل راجل، مسلسل تلفزيوني دراما اجتماعية مصري، من تأليف أحمد عبد الفتاح وإخراج أحمد صالح وبطولة ياسر جلال، يُعرض في 1 رمضان 1442 هـ / 13 أبريل 2021. وهو مسلسل للكبار فقط لما يحتويه من مشاهد عنف

## طاقم العمل
- ياسر جلال
- نور
- محمود عبد المغني
- نرمين الفقي
- محمد علي رزق
- إنعام سالوسة
- إيهاب فهمي
- عصام السقا
- أحمد حلاوة
- محمد عادل
- رباب ممتاز
- مجدي فكري
- رنا رئيس
- أحمد حلاوة
- هدى الإتربي
- أحمد منير
- أحمد يسري
- أيمن أشرف
- عمرو لطفي أحمد
- نهاد نور
- دعاء حكم
- هالة أنور
- أميرة العايدي

## الإنتاج
بدأ ياسر جلال، تصوير أول مشاهده بمسلسله "ظل راجل"، المقرر عرضه في 1 رمضان 1442 هـ، من إنتاج شركة سينرجي للإنتاج الفني، حيث بدأ فريق العمل التصوير في مدينة الإنتاج الإعلامي وجمعت المشاهد الأولى بين ياسر جلال ونرمين الفقي، على أن يستمر التصوير في الديكور الأساسي للعمل لمدة أسبوع، ثم ينتقل مخرج العمل أحمد صالح لديكورات أخرى، وحضر انطلاق التصوير عدد كبير من مسؤولي الإنتاج، منهم حسام شوقي مدير عام الإنتاج بالشركة، والمنتج الفني فتحي إسماعيل، والمؤلف أحمد عبد الفتاح، ومخرج العمل أحمد صالح.